# Adel Abdessemed
Adel Abdessemed (Costantina, 2 marzo 1971) è un artista algerino naturalizzato francese.
Vive e lavora a Londra. È rappresentato dalla galleria Dvir (Tel Aviv).

## Biografia
Adel Abdessemed inizia la sua produzione artistica a Batna (1986-1990) poi entra all'École supérieure des beaux-arts d'Alger nel 1990. La lascia nel 1994 in seguito all'assassio del direttore Ahmed Asselah e di suo figlio, all'interno della scuola.
In seguito vive e produce a Lione (École nationale des beaux-arts, 1994-1998), Parigi (Cité internationale des arts, 1999-2000), New York (Bourse P.S.1, 2000-2001), Berlino (2002-2004), Parigi (2005-2008), New York (2009), Parigi (dal 2010-2014).
Attualmente vive e lavora a Londra.

## Commenti critici
"L'arte di Abdessemed è l'amore senza la sua debolezza romantica. L'amore come forza, mai come sentimento" Francesco Bonami
"Adel Abdessemed, è questo ragazzo che ha trascritto il grido di una fanciulla in fuoco in Cri, un'effigie immortale effigie, sublimazione ovidiana di un dolore troppo familiare. A. A., è un artista del dolore, un domatore di atrocità. (...) Le sue immagini, le ho riconosciute subito, come se le avessi viste 3500 anni fa'"  Hélène Cixous
"Instaurare un vero stato di eccezione, è l'orizzonte dell'arte di Abdessemed, sia che torca le fusoliere degli aerei di linea come fossero dei giocattoli di carta, sia che faccia planare uno scheletro di più di venti metri, o convochi delle belve nelle strade parigine. Ma il giovane acrobata sospeso al cavo dell'elicottero sorge come un richiamo e un avvertimento." Patricia Falguières
"Abdessemed sembra credere in una sorta di spiritualità totemica. Il suo lavoro con gli animali risuona con dei ricordi dei rituali sacrificali e dei poteri primordiali. È vero, Abdessemed, Abdessemed non vuole ritornare alla magia, al contrario, crede fortemente che i totem come i tabù, devono essere spezzati, perché l'arte è soprattutto un mezzo di liberazione di sé." Massimiliano Gioni
"(...) Bisogna inventare dei linguaggi e dei mezzi di espressione contemporanei per dare delle forme pertinenti a questo mondo sconosciuto e ai suoi modi di vita. Abdessemed ha creato un numero considerabile di opere iconoclaste davanti al mondo già fissato. Allo stesso tempo queste opere accolgono e celebrano questo mondo sconosciuto imminente e i suoi ordini incerti ma entusiasmanti, in un rinnovamento perpetuo..." Hou Hanru
"Sembrerebbe (...) che Abdessemed non sia mai così incisivo, quanto all'animalità che quando il suo sguardo porta sull'animale umano, rovesciando così l'idea che noi ci facciamo dell'uomo – del soggetto umanista – come arbitro illuminato della ragione. (...) Il suo lavoro consiste nel dissociare il soggetto umanista da se stesso, anche per far apparire quello che ha di animale: tutti questi istinti e comportamenti meccanici in cui il discorso dell'animale ha per funzione razionalizzare un'infinita capacità di soggiogare l'altro" Pamela M. Lee
"Alla paura circostante, l'artista risponde attraverso qualcosa che somiglia a un'aggressività senza paura. E come nel chiasmo retorico, il punto di incontro delle due vene si trova là dove gli elementi che non appartengono all'ordine sociale in vigore, questi elementi di cui le ideologie dominanti non possono tener conto, diventano visibili. Nate dai conflitti irresoluti del presente, le opere di Abdessemed sono precisamente la materializzazione di questo punto di incontro"
Tom McDonough
"Il significato delle opere di Abdessemed non si limita alla loro immediata origine occasionale, ma rinvia a un orizzonte al tempo stesso più lontano e più antico, costituito dalla somma delle immagini e dei testi che hanno lasciato traccia nella memoria dell'artista" Philippe-Alain Michaud
"Adel Abdessemed compie degli atti che attestano la sua presenza sulla scena dell'arte e nel mondo in cui sono vissuti e condivisi da esseri umani. Nell'atto, impone la sua presenza sul luogo, concepito il più spesso come la scena del crimine, sia che la costruisca, la rifletta portandone testimonianza o invece la commenti" Pier Luigi Tazzi

## Mostre (Selezione)

### Retrospettive
- 2015 : « Adel Abdessemed: From Here to Eternity », Venus Over Los Angeles, Los Angeles, Stati Uniti
- 2015 : « Adel Abdessemed: Jalousies: Complicités avec Jean Nouvel», Musée de Vence, Vence, Francia
- 2015 : « Adel Abdessemed: Palace », CAC, Malaga, Spagna
- 2015 : « Adel Abdessemed: Soldaten », Christine König Galleria, Vienna, Austria
- 2015 : «Adel Abdessemed, Opening of Archives», Video Bureau, Pechino, Cina
- 2014 : « Adel Abdessemed: Merci », Blondeau & Cie, Ginevra, Svizzera
- 2014 : « Adel Abdessemed: Oiseau », Spatiu Intact, Cluj-Napoca, Romania
- 2014 : « Adel Abdessemed: Mon Enfant », Dvir Gallery, Tel Aviv, Israele
- 2014 : « Adel Abdessemed: Solo », Galerie Yvon Lambert, Parigi, Francia
- 2013 : « Adel Abdessemed : Le Vase abominable», David Zwirner,  Londra, Regno Unito
- 2013 : « Adel Abdessemed: L'âge d'or », Mathaf, musée d'art contemporain de Doha, Qatar
- 2012 : « Adel Abdessemed Je suis innocent »[10] · [11], Centre Georges-Pompidou, Parigi
- 2012 : « Adel Abdessemed : Who's Afraid of the Big Bad Wolf? », David Zwirner, New York, Stati Uniti
- 2012 : « Décor: Adel Abdessemed »[12], Musée Unterlinden [13], Colmar
- 2011 : «Adel Abdessemed: NU », Dvir Gallery, Tel-Aviv, Israele
- 2010 : « Adel Abdessemed: Silent Warriors », Parasol Unit foundation for contemporary art, Londra, Regno Unito
- 2009 : « Adel Abdessemed: Le ali di dio », Fondazione Sandretto Re Rebaudengo, Torino, Italia
- 2009 : « Adel Abdessemed: RIO  », David Zwirner, New York, Stati Uniti
- 2008 : « Adel Abdessemed: Situation and Practice », MIT List Visual Arts Center, Cambridge, Stati Uniti
- 2008 : « Adel Abdessemed: Trust Me », The Common Guild[14], Glasgow, Scozia
- 2008 : « Adel Abdessemed: Don't Trust Me », Walter and McBean Galleries, San Francisco Art Institute, San Francisco, Stati Uniti
- 2008 : « Adel Abdessemed: Drawing for Human Park », Le Magasin - Centre national d'art contemporain de Grenoble
- 2007 : « Adel Abdessemed: Dead or Alive », PS 1 Contemporary Art Center, Long Island City, Stati Uniti
- 2006 : « Adel Abdessemed: Practice Zero Tolerance », La Criée, centre d'art contemporain, Rennes et Fonds régional d'art contemporain d'Île-de-France-Le Plateau (centre d'art contemporain), Parigi
- 2004 : « Adel Abdessemed: Le Citron et le lait », Musée d'art moderne et contemporain de Genève, Ginevra, Svizzera
- 2004 : « Adel Abdessemed: Habibi », Fonds régional d'art contemporain Champagne-Ardenne, Reims.
- 2003 : « Adel Abdessemed : Nuit », Galleria Laura Pecci, Milano, Italia
- 2003 : « Quarta Estacio Benifallet-Vassivière / Adel Abdessemed », Centre international d'art et du paysage de l'île de Vassivière, Francia
- 2002 : « Adel Abdessemed », Institute of Visual Arts, University of Wisconsin-Milwaukee, Milwaukee, WI, Stati Uniti
- 2001 : « Adel Abdessemed », Galleria Laura Pecci, Milano, Italia
- 2001 : « Adel Abdessemed », Project Room, Kunsthalle Bern, Berna, Svizzera

L'opera di Adel Abdessemed è stata oggetto di esposizione in gallerie come : Dvir Gallery, Tel-Aviv (2006, "Conversation" ; 2007, "Poursuite" ; 2011, "NU") ; et David Zwirner (2009, "Rio", New York ; "Who's Afraid of the Big Bad Wolf?", 2012, New York ; "Le vase abominable", 2013, Londra).

### Manifestazioni collettive
- La Triennale, "Intense Proximité", Paris, 2012. Curatore : Okwui Enwezor.
- Triennale Aichi, Nagoya, 2010. Curatore : Pier Luigi Tazzi.
- 10e Biennale de la Havane, 2009. Curatori : Margarita González, Nelson Herrera Ysla, José Manuel Noceda, Ibis Hernández Abascal, Margarita Sánchez Prieto, José Fernández Portal, Dannys Montes de Oca Moreda.
- 10e Biennale d'Istanbul, 2009. Curatore : Hou Hanru.
- 10e Biennale di Lyon, 2009. Curatore : Hou Hanru.
- 7e Biennale di Gwangju, 2008. Curatore : Okwui Enwezor.
- 52e Biennale di Venezia, 2007. Curatore : Robert Storr.
- 27e Biennale de São Paulo, 2006. Curatore : Lisette Lagnado.
- 50e Biennale di Venezia, Sezione:  Zona d'urgenza / Z.O.U., 2003. Curatore : Francesco Bonami.
- Triennale di Yokohama, 2001. Curatore : Nakamura Nobuo.
- Manifesta 3, Ljubljana, 2000. Curatore : Francesco Bonami.

### Mostre collettive
- 2014 : « Futbol: The Beautiful Game », Los Angeles County Museum of Art, 2014. Curatore : Franklin Sirmans.[15]
- 2013 : « Prima Materia », François Pinault Foundation, Venise. Curatori : Caroline Bourgeois et Michael Govan.[16]
- 2012 : « Explosion! Painting as Action », Moderna Museet, Stockholm. Curatore : Daniel Birnbaum.[17]
- 2011 : « Seeing is Believing », KW Institute for Contemporary Art, Berlin, 2011. Commissaire : Susanne Pfeffer.[18]
- 2009 : « Mapping the Studio; Artists from the François Pinault Foundation », Palazzo Grassi et Punta della Dogana, Venise. Curatore : Caroline Bourgeois.[19]
- 2009 : « Transmission Interrupted », Modern Art Oxford. Curatore: Michael Stanley.
- 2008 : « Traces du sacré », Centre Pompidou, Paris. Curatore : Jean de Loisy.
- 2007 : « Airs de Paris », Centre Pompidou, Paris, 2007. Curatore : Daniel Birnbaum et Christine Macel.

## Collezioni
- Musée d'art moderne de la Ville de Paris, Parigi.
- Centro Georges Pompidou, Parigi.
- Fonds régional d'art contemporain, Champagne-Ardennes, Reims.
- Collection Budi Tek, Shanghai.
- Fondation François Pinault [12], Venezia.
- MAMCO (Musée d'Art moderne et contemporain) di Ginevra.

### Livres d'entretiens
- Adel Abdessemed. Entretien avec Pier Luigi Tazzi, Actes Sud, Arles, 2012.
- À l'attaque. Adel Abdessemed, entretien avec Elisabeth Lebovici, textes de Philippe-Alain Michaud, Larys Frogier. JRP Ringier, 2007.

### Collaborazioni
- Hélène Cixous. "Ayaï. Le cri de la littérature. Accompagné d'Adel Abdessemed.", Galilée, Paris, 2013.

### Cataloghi
- Alanna Heiss (dir.), Adel Abdessemed, Dead or Alive, PS1 MoMA, New York, 2008. Contributions d'Alanna Heiss, et Neville Wakefield.
- Francesco Bonami (dir.), Adel Abdessemed, Les ailes de dieu / Le ali di dio, Fondazione Sandretto Re Rebaudengo, Turin, 2009. Contributions de Francesco Bonami, Edi Muka, et Massimiliano Gioni.
- Jane Farver (dir.), Adel Abdessemed, Situation and Practice, MIT Press, 2009. Contributions de Jane Farver, Tom McDonough, et Noam Chomsky.
- Larys Frogier, Adel Abdessemed, Zürich, Suisse, JRP Ringier, 2010 (ISBN 978-3-03764-109-5).
- Ziba Ardalan (dir.), Silent Warriors, Parasol Unit/König, Londres/Cologne, 2010. Contributions de Ziba Ardalan, Gilanne Tawadros et Guy Tortosa.
- Frédérique Goerig-Hergott (dir.), Décor, Editions Xavier Barral, Paris, 2012. Contributions de François Pinault, Jean-Jacques Aillagon, Frédérique Goerig-Hergott, Eric de Chassey, et Giovanni Careri.
- Philippe-Alain Michaud (dir.), Adel Abdessemed Je suis innocent, Steidl/Centre Pompidou, 2012. Contributions de Philippe-Alain Michaud, Emmanuel Alloa, Hou Hanru, Pamela M. Lee, Tom McDonough, et Patricia Falguières.
- Pier Luigi Tazzi (dir.), L'âge d'or, Mathaf/Silvana, Doha/Milan, 2013 : ouvrage conçu par M/M (Paris). Contributions d'Abdellah Karroum, Pier Luigi Tazzi, Angela Mengoni, Abdellah Taïa, et un entretien avec Hans Ulrich Obrist.